# Смирнов, Сергей Артёмович
Серге́й Артёмович Смирно́в (1918—2009) — советский государственный и промышленный деятель, геолог, организатор производства. Герой Социалистического Труда (1971). Организатор и первый директор Целинного горно-химического комбината МСМ СССР (1956—1975). Первый заместитель председателя Совета Министров Казахской ССР (1975—1978). Депутат Верховного совета СССР 9-го созыва (1975—1979). Кандидат в члены ЦК КПСС (1976—1981).

## Биография
По национальности русский. С 1942 года после окончания Московского геологоразведочного института им. С. Орджоникидзе работал на инженерно-геологических должностях в Семипалатинском тресте «Алтайзолото», Всесоюзном тресте «Союзспецразведка» Наркомата цветной металлургии СССР и в тресте «Узбспецразведка».
С 1956 по 1975 год организатор и первый директор Целинного горно-химического комбината Министерства среднего машиностроения СССР по добыче и переработке урановых руд и закрытого города Целиноград-25. Под его руководством 18 января 1971 года «За успешное выполнение плана VIII пятилетки» указом Президиума Верховного Совета СССР комбинат был награждён орденом Ленина. В 1973 году «За достижение наивысших результатов во Всесоюзном социалистическом соревновании, за досрочное выполнение плана 1973 года» ЦК КПСС, Совет министров СССР, ВЦСПС и ЦК ВЛКСМ наградили коллектив комбината Красным Знаменем.
Указом Президиума Верховного Совета СССР от 26 апреля 1971 года «За достигнутые успехи комбината по выполнению плана по выпуску спецпродукции, внедрении новых технологий и техники» Смирнову С. А. было присвоено звание Герой Социалистического Труда.
С 1975 года заместитель председателя Совета Министров Казахской ССР. С 1978 года на пенсии, жил в Москве, работал советником начальника Первого главного управления МСМ СССР а с 1991 года советником президента концерна «Атомредметзолото».
Похоронен на Перепечинском кладбище.

## Награды и премии

### Награды
- Медаль «Серп и Молот»
- Орден Ленина
- 2 ордена Трудового Красного Знамени
- Орден Знак Почёта

### Премии
- Сталинская премия (1953);
- Государственная премия СССР (1967).